# Jared Shumate
Jared Shumate (6 marzo 1999) è un combinatista nordico statunitense.

## Biografia
Attivo in gare FIS dal febbraio del 2016, Shumate ha esordito in Coppa del Mondo il 5 gennaio 2019 a Otepää (46º) e ai Campionati mondiali a Seefeld in Tirol 2019, dove è stato 45º nel trampolino normale e 10º nella gara a squadre dal trampolino normale; ai Mondiali di Oberstdorf 2021 si è classificato 37º nel trampolino normale, 35º nel trampolino lungo e 9º nella gara a squadre e l'anno dopo ai XXIV Giochi olimpici invernali di Pechino 2022, suo esordio olimpico, si è piazzato 19º nel trampolino normale, 17º nel trampolino lungo e 6º nella gara a squadre. Ai Mondiali di Planica 2023 è stato 37º nel trampolino normale, 40º nel trampolino lungo e 8º nella gara a squadre.

## Palmarès

### Coppa del Mondo
- Miglior piazzamento in classifica generale: 48º nel 2022 e nel 2023